# Camplong I
Camplong I is een bestuurslaag in het regentschap Kupang van de provincie Oost-Nusa Tenggara, Indonesië. Camplong I telt 4634 inwoners (volkstelling 2010).